# 板花義一
板花 義一（いたはな ぎいち、1889年（明治22年）1月29日 - 1961年（昭和36年）10月18日）は、日本の陸軍軍人。最終階級は陸軍中将。

## 経歴
長野県南安曇郡三田村（現・安曇野市）に農業・板花茂一郎の二男として生まれる。1907年（明治40年）松本中学卒業、1911年（明治44年）5月、陸軍士官学校（23期）を卒業。同年12月、輜重兵少尉に任官し輜重兵第2大隊付となる。1923年（大正12年）11月、陸軍大学校（35期）を卒業した。
1924年（大正13年）3月、輜重兵第1大隊付となり、同年7月から12月まで下志津陸軍飛行学校で偵察を学んだ。1925年（大正14年）1月、参謀本部付勤務となり、参謀本部員、輜重兵監部員を歴任し、1926年（大正15年）8月、輜重兵少佐に昇進。1927年（昭和2年）12月、陸大教官となり、第3師団参謀仰付を経て、1930年（昭和5年）8月、輜重兵中佐に進級。1932年（昭和7年）2月、上海派遣軍参謀仰付となり、参謀本部員、欧州出張、陸軍自動車学校教官を経て関東軍自動車隊長に就任し、1935年（昭和10年）3月、輜重兵大佐に昇進。
1936年（昭和11年）8月、輜重兵監部員に転じ、第1軍兵站参謀長、同軍参謀を経て、1938年（昭和13年）7月、陸軍少将に進級し下志津飛行学校付となる。1938年（昭和13年）11月、熊谷陸軍飛行学校幹事に就任し、第7飛行団長を経て明野陸軍飛行学校長となり、1941年（昭和16年）3月、陸軍中将に進み太平洋戦争を迎えた。
1942年（昭和17年）11月、新設の第6飛行師団長として出征。ラバウルに赴任し東部ニューギニア方面での航空戦を指揮。1944年（昭和19年）4月、陸軍航空本部付に転じ、陸軍航空通信学校長を経て、1944年8月、第2航空軍司令官に発令され満州に赴任。1945年（昭和20年）6月、予備役編入となった。1947年（昭和22年）11月28日、公職追放仮指定を受けた。
その後は横浜市で余生を送った。

## 栄典
- 1941年（昭和16年）9月15日 - 従四位
- 1943年（昭和18年）10月1日 - 正四位